# Киев-15
Киев-15 — малоформатный однообъективный зеркальный фотоаппарат, выпускавшийся в Киеве на заводе «Арсенал» в 1973—1985 годах. Всего было выпущено около 35 000 экземпляров.
Фотоаппарат «Киев-15» сконструирован на основе выпускавшейся ранее автоматической камеры «Киев-10» с использованием аналогичного затвора и байонета. Вместо внешнего селенового фотоэлемента фотоаппарат оснащён более современным TTL-экспонометром на основе CdS-фоторезистора.

## Модификации фотоаппарата
«Киев-15» выпускался в двух модификациях:
- «Киев-15 Тее» — с двухдиапазонным режимом автоматического управления экспозицией.
- «Киев-15 TTL» — с однодиапазонным режимом автоматического управления экспозицией (выпускался с 1980 года).

## Технические характеристики
Фотоаппарат был снабжён несъёмной пентапризмой с TTL-экспонометром, основанном на сернисто-кадмиевых (CdS) фоторезисторах, курковый взвод затвора совмещён с перемоткой плёнки.
Фотоаппарат «Киев-15», как и предшествующая камера «Киев-10» был оснащён автоматикой приоритета выдержки, которая управлялась экспонометрическим устройством (выдержки затвора от 1/2 до 1/1000 с. Синхронизация с электронными вспышками на 1/60 с), экспонометр имел два режима работы: нормальный режим и режим работы в условиях недостаточной освещённости (только «Киев-15 Тее»).
В фотоаппарате «Киев-15» использовался уникальный механический веерный затвор с балансирным устройством — это минимизировало вибрации камеры при срабатывании затвора, камера была выполнена в прочном металлическом корпусе.
Ещё одной особенностью этой камеры являлось то, что на ней применялись объективы без кольца установки диафрагмы.
Значения диафрагм устанавливались диском на корпусе камеры, который был механически связан с поводком диафрагмирования на объективе, непосредственно соединённым с механизмом диафрагмы. С помощью этого же поводка камера могла автоматически устанавливать диафрагму, когда проводилась съёмка в режиме приоритета выдержки. Этим же диском производилось переключение из автоматического режима в ручной.
В поле зрения видоискателя стрелочным индикатором отображалась отрабатываемая в автоматическом режиме диафрагма (или рекомендованная при полуавтоматической установке экспозиции). Включение экспонометрического устройства осуществлялось переключателем, расположенным около головки выдержек.
Электропитание экспонометрического устройства камеры осуществлялось за счёт одного ртутно-цинкового элемента РЦ-53 (современный аналог РХ-625) или дискового никель-кадмиевого аккумулятора Д-0,06.
Фотоаппарат оснащён синхроконтактом «Х» с обоймой для электронной фотовспышки, выдержка синхронизации 1/60 c, а также центральным синхроконтактом.
Особенностью этой камеры является её вес (1250 г) — это одна из самых тяжёлых малоформатных советских камер, поскольку немалая часть внутренних деталей была выполнена из стали. Впрочем, большой вес камеры хорошо гасил вибрации от работы затвора и механики зеркала, поэтому однозначным недостатком не являлся.

## Байонет и сменная оптика

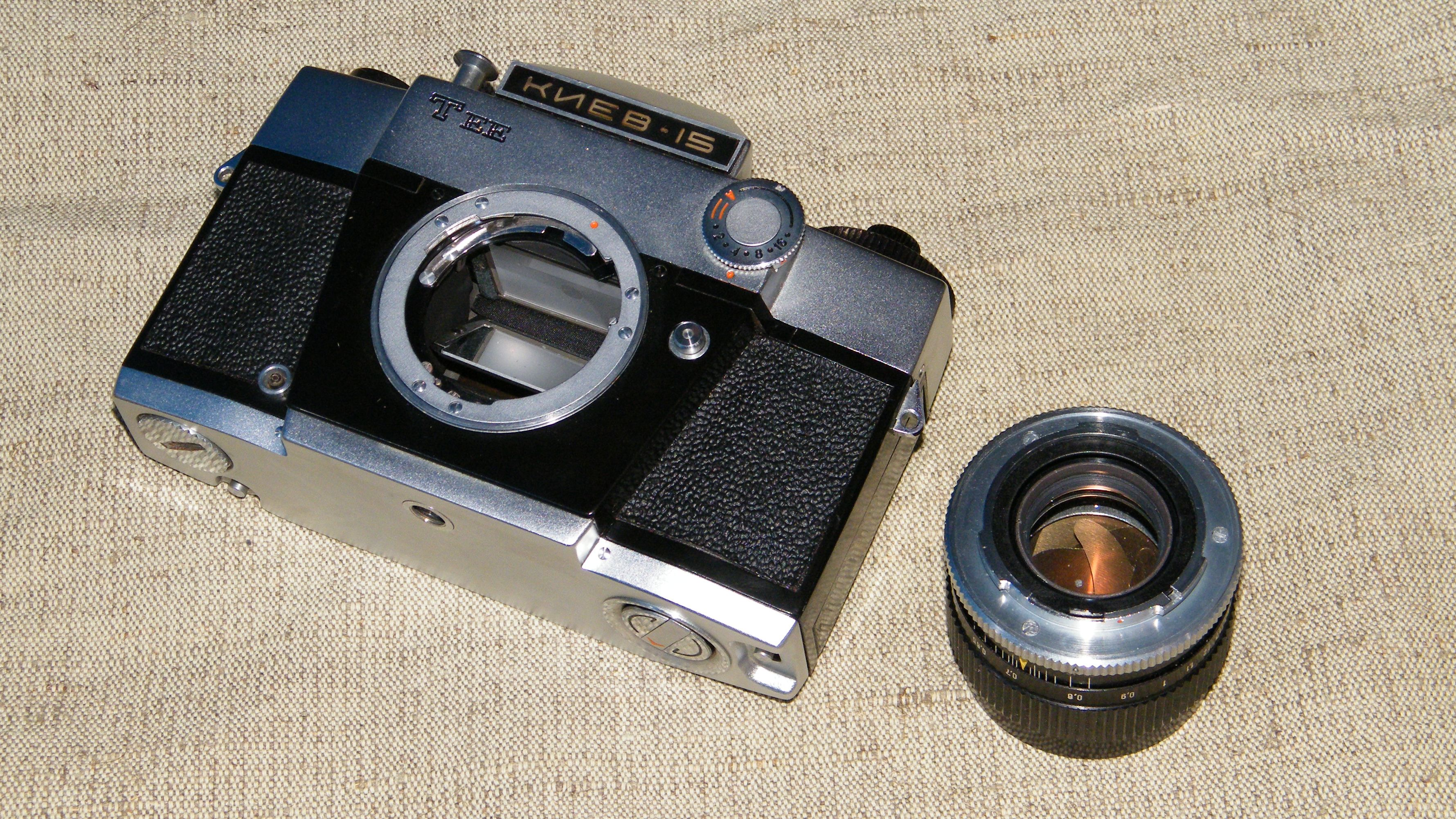
Байонет фотоаппарата «Киев-15 Tee»

Камера была оснащена байонетом «Киев-Автомат» оригинальной конструкции, который помимо «Киева-15» использовался только в фотоаппарате «Киев-10».
«Киев-15» мог комплектоваться штатным объективом «Гелиос-81 Автомат» 2/50 или «Эра-6 Автомат» 1,5/50.
Завод «Арсенал» производил сменную оптику на основе уже освоенных советской промышленностью объективов. Для фотоаппаратов «Киев-10» и «Киев-15» предназначались объективы с прыгающей диафрагмой, в названии которых присутствовало слово «Автомат».
Объективы для «Киев-15» и «Киев-10» не могут быть полноценно использованы на другой камере без серьёзного вмешательства в конструкцию объектива — кроме уникального крепления, объективы для этих фотоаппаратов отличались тем, что не имели кольца установки диафрагм. К недостаткам части этих объективов относится блестящая поверхность лепестков диафрагмы, характерная, впрочем, для многих советских объективов с «прыгающей» диафрагмой.
К фотоаппаратам «Киев-15» прилагался адаптер для установки объективов от фотоаппарата «Зенит» с резьбой М39×1/45,2 (несмотря на то, что выпуск объективов с этим креплением прекращён в начале 70-х годов). Объективы с креплением М42×1 физически не помещались в байонет камеры. Также в комплекте могло быть удлинительное кольцо с передачей привода диафрагмы.

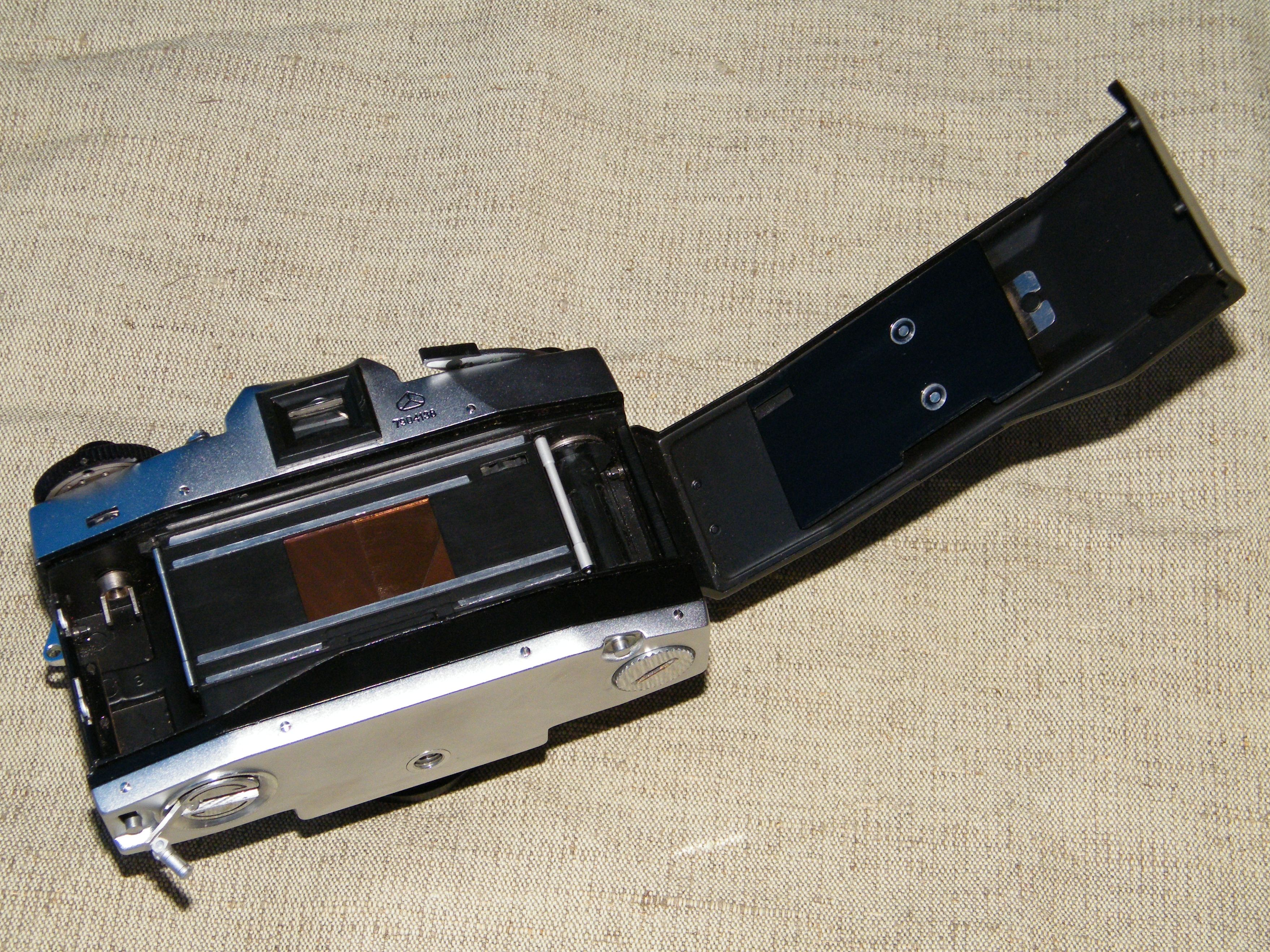
Ламельный затвор фотоаппарата.
Обратите внимание: шлиц, входящий в катушку кассеты находится у верхней панели камеры, а рулетка обратной перемотки плёнки — на нижней.

| Объектив                                                        | Фокусное расстояние | Относительное отверстие | Назначение |
| --------------------------------------------------------------- | ------------------- | ----------------------- | --- |
| Мир-20 Автомат                                                  | 20                  | 3,5                     | Сверхширокоугольный объектив                                                                                           |
| Мир-1 Автомат                                                   | 37                  | 2,8                     | Широкоугольный объектив                                                                                                |
| Гелиос-65 Автомат                                               | 52                  | 2                       | Штатный объектив фотоаппарата «Киев-10» ранних выпусков                                                                |
| Гелиос-81 Автомат                                               | 50                  | 2                       | Штатный объектив |
| Юпитер-9 Автомат                                                | 85                  | 2                       | Телеобъектив (портретный)                                                                                              |
| Юпитер-11 Автомат                                               | 133                 | 4                       | Телеобъектив |
| Рубин-2 Автомат                                                 | 45 — 80             | 3,5                     | Объектив с переменным фокусным расстоянием                                                                             |
| Гранит-11 (с адаптерами на «Киев-10-15» и на резьбу М42×1/45,5) | 80 — 200            | 4,5                     | Объектив с переменным фокусным расстоянием с классическим управлением диафрагмой (предварительная установка диафрагмы) |

## «Киев-15» на рынке
Фотоаппарат «Киев-15» был очень редок и высоко ценился во времена его официальных продаж (пик продаж пришёлся на 1978 год), и в наше время ценится коллекционерами.
Стоимость фотоаппарата в те годы составляла 360 рублей.